# François Laquet
François Laquet dit Detang, né le 11 juin 1760 à Argouges (Vaux-sur-Aure actuellement) (Calvados), mort le 27 mai 1837 à Saint-Martin-des-Entrées (Calvados) est un général français de la Révolution et de l’Empire.

## États de service
Il entre en service le 7 mars 1778, comme soldat au 49e Régiment d'Infanterie. Il est nommé chef de bataillon le 22 mai 1794, et chef de brigade le 17 août 1794. Il est promu général de brigade le 13 juin 1795 à l’armée de Sambre-et-Meuse, et le 30 mars 1796, il prend le commandement de ce département. Gouverneur de Givet et Namur. Le 13 février 1797, il est mis en congé de réforme.
Il est admis à la retraite le 6 février 1811.
Il réside à Cambrai puis à Paris rue Gît Le Cœur. Il retourne à Bayeux où il exerce la profession de tailleur de pierre jusqu'à son décès.

## Sources
- (en) « Generals Who Served in the French Army during the Period 1789 - 1814: Eberle to Exelmans »
- « Les hommes de Napoléon Ier : Les généraux » (version du 21 septembre 2011 sur Internet Archive)
- modifications sur la base de documents familiaux (10 août 2014)
- Bayeux par Alfred Dedouit Edition Bellème 1892